# Harvester of Sorrow
Harvester of Sorrow è un singolo del gruppo musicale statunitense Metallica, pubblicato il 28 agosto 1988 come primo estratto dal quarto album in studio ...And Justice for All.

## Descrizione
Al pari del resto dell'album, il brano presenta un testo duro oscuro: gira attorno all'idea del "Mietitore" (ovvero Harvester) come figura simbolica che invogli la gente a fare del male.
Durante questa canzone, nel video di Live Shit: Binge & Purge Hetfield rivolse il dito medio contro il braccio sinistro sullo spezzone "shoot in" [lett. spara dentro]. Ciò potrebbe significare che il testo della canzone parli di dipendenza da droghe.

## Utilizzo del brano
Harvester of Sorrow è la canzone che introduce i turni alla battuta di Paul Konerko, giocatore della squadra di baseball Chicago White Sox.

## Tracce
1. Harvester of Sorrow – 5:42 (James Hetfield, Lars Ulrich)
2. Breadfan – 5:44 (Ray Phillips, Burke Shelley, Tony Bourge) – originariamente interpretata dai Budgie
3. The Prince – 4:26 (Sean Harris, Brian Tatler) – originariamente interpretata dai Diamond Head

## Formazione
Gruppo
- James Hetfield – chitarra ritmica, voce, arrangiamento
- Lars Ulrich – batteria, arrangiamento
- Kirk Hammett – chitarra solista
- Jason Newsted – basso

Produzione
- Metallica – produzione
- Flemming Rasmussen – produzione, ingegneria del suono
- Toby "Rage" Wright – ingegneria del suono aggiuntiva, assistenza tecnica
- Steve Thompson – missaggio
- Michael Barbiero – missaggio
- George Cowan – assistenza al missaggio
- Bob Ludwig – mastering

## Classifiche
| Classifica (1988) | Posizione massima |
| ----------------- | ----------------- |
| Nuova Zelanda     | 30                |